# L'ultimo giorno di Pompei (Brjullov)
L'ultimo giorno di Pompei (in russo Последний день Помпеи?, Poslednij den' Pompei) è un dipinto di grandi dimensioni (456,5 × 651 cm) del pittore russo Karl Pavlovič Brjullov, realizzato tra il 1830 e il 1833 e oggi conservato nel museo russo di San Pietroburgo. Si tratta dell'opera che gli valse la notorietà internazionale ed è considerata il suo capolavoro.

## Storia

### Il dipinto: genesi e soggetto
Il dipinto di Karl Pavlovič Brjullov raffigura la tragica eruzione del Vesuvio del 79 d.C., che distrusse le città di Pompei, Ercolano e Stabia. L'opera venne iniziata nel 1827 durante il viaggio che i due fratelli Brjullov fecero per assistere agli scavi archeologici di Ercolano e a quelli di Pompei. Si racconta che Karl cominciò ad abbozzare l'opera dopo aver assistito alla rappresentazione teatrale L'ultimo giorno di Pompei dell'amico Giovanni Pacini, a Napoli, nel 1827. Il lavoro venne inizialmente commissionato dalla nobildonna russa M. G. Razumovskaja, che tuttavia si ritirò. Come committente rimase il Demidoff.
Venne però ultimato a Roma, ben sei anni più tardi, nel 1833. È ipotizzabile che la lunga gestazione dell'opera fosse costituita più che altro da studi preparatori, ancora oggi conservati, e che il dipinto vero e proprio fosse stato realizzato poi in tempi brevi, in un momento di particolare ispirazione.

### Il successo dell'opera a Roma e nelle altre città italiane
Il dipinto fu esposto, appena ultimato, nello studio del Brjullov in via San Claudio a Roma, dove suscitò l'ammirazione dei numerosissimi visitatori e ricevette gli elogi di importanti personalità dell'epoca, in qual periodo presenti in Italia, quali Walter Scott, che definì l'opera «un colosso», Stendhal e Franz Liszt. Nel giro di pochissimo tempo, la popolarità del Pompei si espanse in tutta Italia e valse al pittore importanti riconoscimenti: fu nominato, oltre che socio dell'Accademia di San Luca a Roma, anche membro dell'Accademia Clementina a Bologna, dell'Accademia Ducale di Parma e dell'Accademia di Brera a Milano.

### Milano: la prima tappa dellatournéee l'impatto sulla pittura storica italiana

Particolare de Lultimo giorno di Pompei. Per questa figura femminile fu presa come modella Julija Samòjlova.

Fu proprio l'Accademia di Brera che richiese il trasferimento temporaneo dell'opera a Milano, in occasione della mostra accademica annuale. A Milano essa ottenne la stessa fama e suscitò la stessa ammirazione della stampa e del pubblico di cui aveva goduto a Roma. Tuttavia gli ambienti braidensi reagirono con una certa freddezza, se non con aperte critiche: se si esclude il positivo apprezzamento dell'accademico Ignazio Fumagalli, di cui il Brjullov realizzò in seguito un ritratto, il Pompei venne definito «una frittata» e il pittore russo Andrej Ivanovič Ivanov, maestro del Brjullov a San Pietroburgo, rimproverò all'allievo la «mancanza di ordine nella composizione».
Al di là di queste riserve, oltre al primo entusiastico clamore, la presenza dell'opera a Milano provocò un vero e proprio smottamento, destinato ad incidere e a durare nel tempo, nella pittura romantica italiana dell'epoca, i cui canoni stilistici erano in quegli anni fortemente legati all'accademismo e alla lezione formale di Francesco Hayez, definito da Giuseppe Mazzini, nel suo scritto londinese Modern italian painters, «il massimo esponente della pittura storica italiana, che la coscienza nazionale vuole per l'Italia, l'artista più avanzato che noi abbiamo nel sentimento dell'Ideale che è chiamato a governare tutti i problemi dell'Europa». Grazie al Pompei, il Brjullov divenne l'iniziatore di una nuova pittura storica definita «eretica» e il punto di riferimento di una vasta secessione dai canoni stilistici della pittura storica ufficiale dell'Hayez, ritenuta ora troppo legata alla tradizione accademica e al richiamo degli equilibri dei grandi maestri cinquecenteschi.
Fu da quel momento che la pittura romantica italiana, nello specifico quella di soggetto storico, cominciò a orientarsi verso riletture drammatiche, eroiche, tragiche e luttuose di vicende storiche nuove, come quelle bibliche, riguardanti episodi come il Diluvio universale, o quelle del martirio dei santi, prima d'allora quasi sconosciute alla pittura storica italiana ottocentesca.
Con il Brjullov assente dall'Italia (lasciò il Paese subito dopo il breve soggiorno milanese e vi sarebbe ritornato ben sedici anni dopo, poco prima di morire) a portare avanti quest'operazione di rinnovamento furono alcuni pittori a lui vicini, in particolare Carlo Arienti e Cherubino Cornienti, che fu con lui con lui nel viaggio in Oriente negli anni seguenti ma che da lì in poi rimase stabilmente in Italia. L'influenza che per tramite di questi seguaci il Brjullov esercitò a Milano segnò l'opera di tanti pittori degli anni a venire, come Giacomo Trecourt, Pasquale Massacra, Mauro Conconi e in una certa misura anche Giovanni Carnovali, (detto "il Piccio"). Questi artisti ricercarono nuove rese pittoriche e nuove suggestioni emotive tramite l'uso del chiaroscuro, degli effetti di controluce e della drammatizzazione della scena e dei personaggi, incuranti della tradizione hayeziana, in seguito perpetrata da Francesco Podesti e comunque ancora autorevole per tutti gli anni Quaranta, forte dell'appoggio di solidi testi di riferimento che invece mancavano agli "eretici", lodati solo dalla stampa periodica, fino a quando, con l'inizio del nuovo decennio, lo stesso Hayez si rivolse a nuove proposte formali più adeguate all'evolversi dei tempi e dei gusti.

### L'esposizione a Parigi e l'accoglienza in Russia
Il dipinto venne dunque trasferito a Parigi, in occasione del Salone annuale presso il Museo del Louvre. Infine fu inviato in Russia ed esposto all'Ermitage di San Pietroburgo, per poi essere donato da parte del Demidoff allo zar Nicola I, per volere del quale fu collocato al Museo russo di San Pietroburgo, dove è tuttora conservato insieme a molti disegni preparatori.
In patria ricevette grandi lodi, fra cui quelle di Nikolaj Vasil'evič Gogol', che gli dedicò un saggio dei suoi Arabeschi e che trasse probabilmente ispirazione dalla figura della donna morta con il bambino in lacrime che occupa il centro della camposizione per la descrizione della strega esanime e delle madri affamate durante la scena dell'assedio di Dubno in Taras Bul'ba (1835).
Anche Fëdor Michajlovič Dostoevskij parlò del Pompei nelle sue Memorie dalla casa dei morti (1861).
Il dipinto fu inoltre una delle fonti di ispirazione per il romanzo Gli ultimi giorni di Pompei dello scrittore inglese Edward Bulwer-Lytton, apparso nel 1834.

## Descrizione

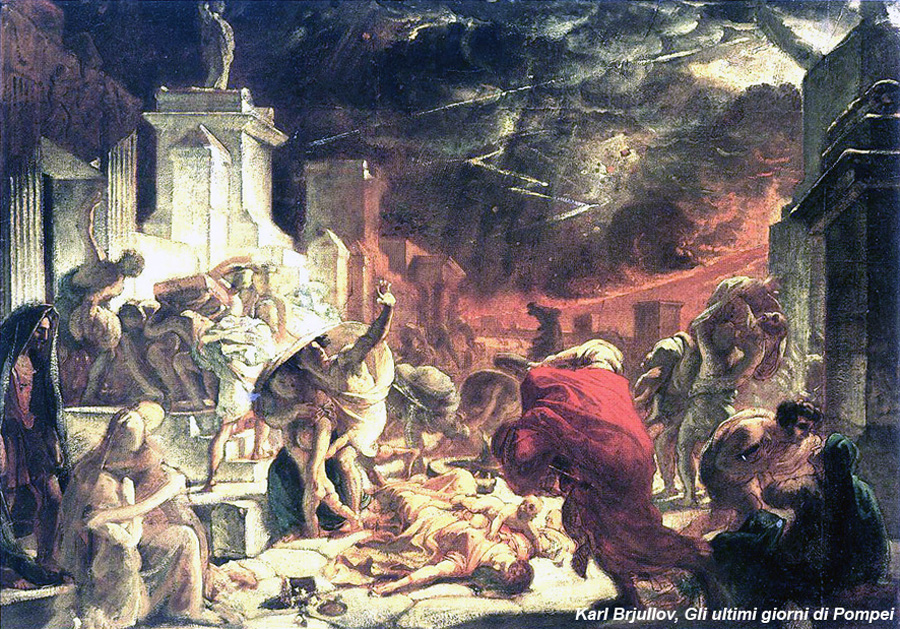
Cartone preparatorio per Lultimo giorno di Pompei

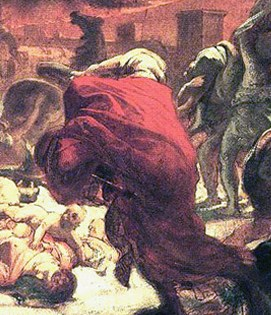
Particolare di un cartone preparatorio del Pompei: la vistosa figura del sacerdote in fuga, in primo piano nella composizione, venne poi sostituita dal gruppo di figure con il vecchio sulle spalle.

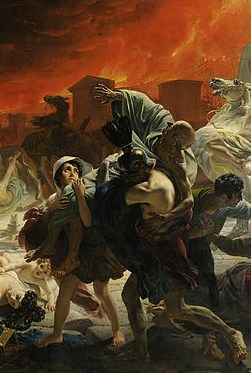
Particolare della versione definitiva del Pompei: questo gruppo di personaggi sostituisce il sacerdote in fuga e costituisce un riferimento alle figure classiche di Enea ed Anchise.

Figlio di quel nuovo sentire che caratterizzò la produzione del Brjullov negli anni Trenta, il Pompei presenta un felice intreccio della tematica romantica dell'impeto della natura e dello sconvolgimento dell'ambiente, con la rappresentazione di un'umanità comunque fiera ed eroica, anche di fronte alla catastrofe. Il tema storico acquista vigore non solo sul piano artistico ed emotivo, ma anche sul piano del realismo descrittivo e della contestualizzazione storiografica: il pittore, recatosi a Pompei personalmente, affrontò le fonti storiche con attenzione e precisione, servendosi dei dati archeologici allora disponibili, documentandosi sui fatti e studiando la lettera Plinio il Giovane a Tacito, in cui il primo descrisse con dovizia di particolari l'evento. Nel dipinto è infatti riprodotto uno scorcio reale dell'antica città: ad essere raffigurata è la Via dei Sepolcri, dalla Porta Ercolano alla Villa di Diomede, nella direzione della Villa dei Misteri.
Nel Pompei il soggetto storico è l'occasione per una riflessione del Brjullov sulle sorti dell'umanità e della sua impotenza verso la natura. Si è rilevato come questo tipo di tensione emotiva fosse ancora più accentuata negli schizzi preparatori, piuttosto che nel lavoro finale. Ad esempio, l'espressiva presenza del sacerdote pagano che, in primo piano negli studi preparatori, scappa portando via i tesori del tempio avvolto in un manto scarlatto, è compositivamente smorzata dalla sua sostituzione con due figure simili: una, avvolta in un meno vistoso mantello bianco, dietro al gruppo di figure al centro della composizione; l'altra, a lato della composizione, sulla sinistra. Al suo posto si trova nella versione definitiva il gruppo di figure in fuga con il vecchio caricato in spalle, un richiamo alle figura di Enea ed Anchise, segno di maggior rispetto ed aderenza alla tradizione classica ed ai canoni pittorici più accademici.
La medesima figura del sacerdote in fuga con i tesori del tempio si trova in un altro cartone spostata in primo piano, ma sulla sinistra della composizione. Del resto, lo studio dei cartoni preparatori rileva altri sviluppi della lunga elaborazione dell'opera. In essi erano infatti presenti strani effetti prospettici: una notevole profondità di campo spesso interrotta da bruschi raccorciamenti prospettici creava un effetto scenico complessivo tipico dei procedimenti compositivi barocchi.
Il soggetto storico non è tuttavia l'unico elemento romantico presente nel dipinto: più in generale, il tema della «catastrofe conclusiva» era particolarmente caro all'immaginario romantico, per il quale l'umanità sarebbe consegnata al potere cieco di un destino onnipotente; diversamente, la cultura classica e neoclassica accordava la sua preferenza a tematiche e vicende nelle quali la volontà razionale dell'uomo permette di prevedere e guidare il corso della storia. Inoltre, per la prima volta il soggetto del dramma è una folla indistinta di persone, in cui non ci sono protagonisti e in cui non spicca la personalità di nessuno: l'eroe è il popolo stesso, ma inteso qui non in quanto corpo sociale, bensì come fenomeno estetico collettivo.
Tuttavia, una marcata eredità classica guida numerose altre scelte compositive ed esecutive. Le modalità di composizione delle figure umane, sia singolarmente che nei vari gruppi, i drappeggi delle vesti e la luce fredda e artificiale che, proveniente dal davanti e contrapposta ai rossori dello sfondo, sbiadisce gli incarnati dei corpi in una bianchezza marmorea, donano ai personaggi una statuarietà ed una scultoreità di grande eleganza decorativa, tanto che «l'orrore dello spettacolo assume una dimensione manifestamente estetica e l'occhio, alla fine, non può che rallegrarsi di una fine in bellezza di questo mondo».
Così, i temi romantici e quelli classici, sapientemente dosati ed alternati «si disturbano a vicenda, si privano di serietà e di fondamento etico, si trasformano in un gioco di talento che finisce col dare l'impressione del finale a effetto di un'opera». Il Pompei costituisce di conseguenza il punto più alto di quella pittura russa, rappresentata oltre che dal Brjullov, da Fëdor Antonovič Bruni ed Aleksandr Andreevič Ivanov, che in quei decenni meditava una sintesi fra la tradizione neoclassica e le nuove istanze romantiche.
L'opera è senza dubbio la più celebre del Brjullov ed è considerata come uno dei momenti più significativi della pittura russa dell'Ottocento, nonché una delle opere di culto dell'arte romantica del tempo.

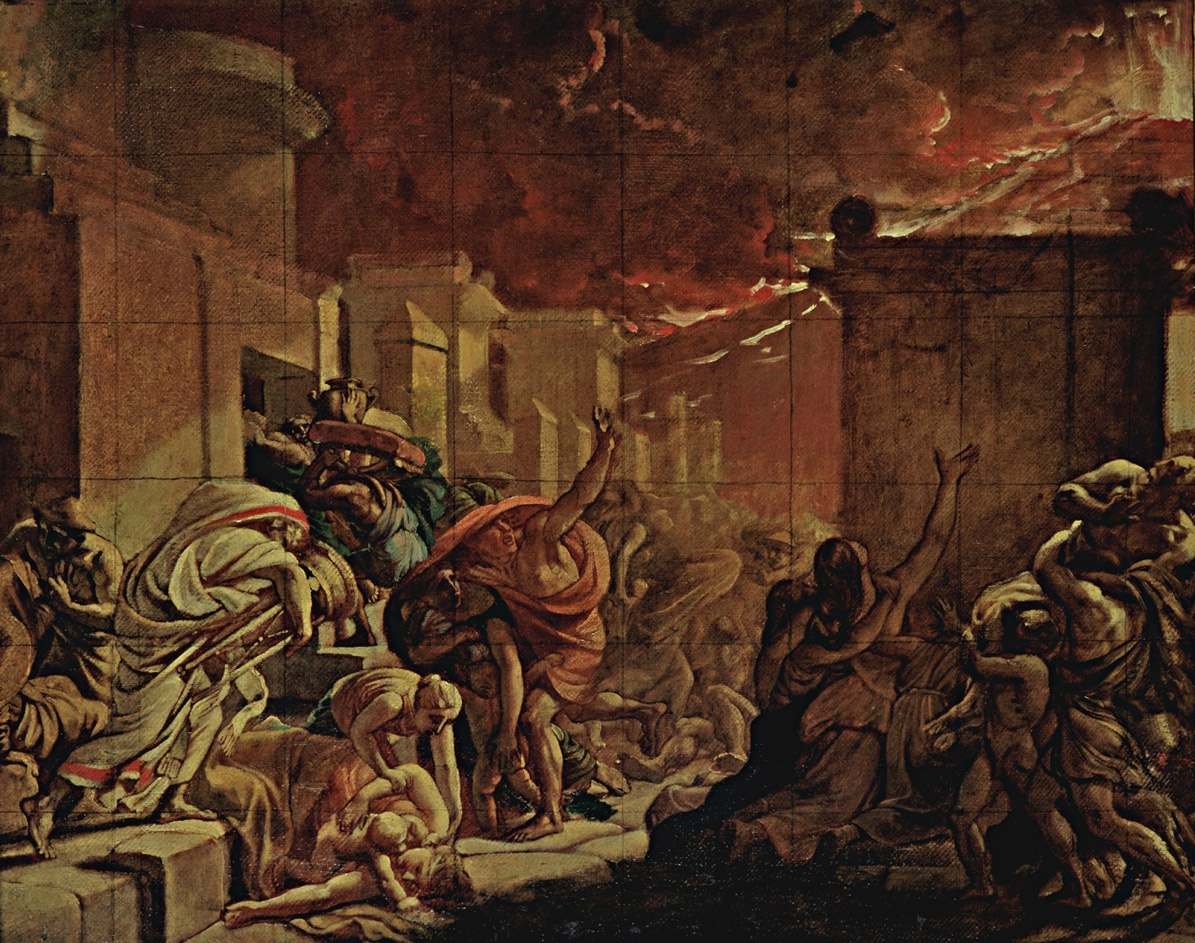
Un cartone preparatorio per il Pompei
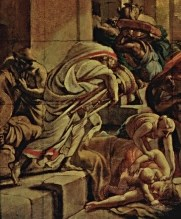
Cartone preparatorio per il Pompei: il particolare del sacerdote in fuga.
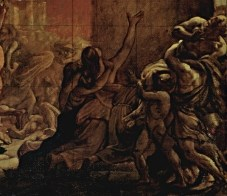
Cartone preparatorio per il Pompei: in questo particolare si nota un gruppo di figure completamente rimosso in fase di stesura definitiva del dipinto.